# Cor Zonneveld
Cornelis (Cor) Zonneveld (Schiedam, 11 november 1954 - aldaar, 13 december 1997) was een Nederlands Tweede Kamerlid voor de Centrumdemocraten (CD).

## Loopbaan
Zonneveld werd in 1972 lid van de Partij van de Arbeid. Tot in 1978 was hij aan de partij verbonden. In 1986 sloot hij zich aan bij de CD en vanaf 1990 was hij namens deze partij lid van de gemeenteraad in zijn woonplaats Schiedam. In Schiedam had Zonneveld een administratiekantoor. Daarnaast was hij penningmeester bij een aantal stichtingen die aan de CD verbonden waren.
Bij de landelijke verkiezingen in 1994 behaalde de partij drie zetels in de Tweede Kamer, waarna Zonneveld op 17 mei dat jaar toetrad tot het parlement. In de periode 1994-1997 was Zonneveld financieel-economisch woordvoerder van de CD-fractie. Hij voerde - net als de andere CD-Kamerleden - in het parlement betrekkelijk weinig het woord. Hij hield zich onder meer bezig met de overheidsfinanciën, als woordvoerder bij de algemene financiële beschouwingen. Hij was intensief betrokken bij de behandeling in de Tweede Kamer van de Vestigingswet detailhandel. Tevens nam hij deel aan een van de debatten over Fokker.
Zonneveld overleed op 43-jarige leeftijd aan de gevolgen van darmkanker. Bij zijn herdenking in de Tweede Kamer condoleerde minister Borst zijn familie namens het kabinet.